# Гемликский залив
Гемликский залив (тур. Gemlik körfezi; до 1923 года также Киосский залив) — небольшой залив в юго-восточной части акватории Мраморного моря. Составляет часть береговой линии полуострова Малая Азия. Залив имеет извилистую форму, вытянут в широтном направлении, постепенно сужаясь к востоку. Северный берег его составляет гористый полуостров Боз, южный — собственно материк. По берегам залива на южном берегу расположены посёлок Зейтинбагы, город Муданья, на северном — Армутлу и Капаклы, в глубине — город Гемлик (до 1922 года Киос).

## История и современность
В средние века залив имел важное стратегическое значение, так как в глубине его располагалась важная византийская крепость Киос, защищавшая подступы к таким некогда важным и многолюдным византийским городам как Прусса и Никея. За контроль над заливом долгую и упорную борьбу вели Византийская империя, Венеция, Генуя, Латинская империя и турки-османы. Последние захватили Киос (ныне Гемлик) в 1326 году, и залив перешёл под их контроль, хотя в его окрестностях продолжало проживать преимущественно греческое население (до 1922 года). Ныне залив контролирует Турция. Длина залива составляет около 32 км, ширина в средней части около 11-12 км. Глубина залива в устьевой части около 66 м, в средней части доходит до 105 м.. На южном берегу залива расположены историко-географический регион Куршунлу. Гемликский порт расположен в глубине залива. В районе залива сохраняется высокий уровень сейсмоопасности.